# 根纳季·特鲁哈诺夫
根纳季·列昂尼多维奇·特鲁哈诺夫（羅馬化：Hennadii Leonidovych Trukhanov；1965年1月17日—）是乌克兰前親俄政治人物，自2014年起担任敖德萨市长。自2022年起，他致力于建设防御工事，优先制定支持乌克兰武装部队的预算政策，并设立城市人道主义援助中心，为难民提供支持。
自俄罗斯入侵乌克兰全面爆发以来，敖德萨当局将城市防御建设和对乌克兰武装部队的支持作为首要任务。2023年7月23日，俄罗斯发射导弹袭击了敖德萨显容主教座堂，造成教堂部分结构受损。特鲁哈诺夫严厉谴责此次袭击，强调敖德萨的坚韧与不屈。
敖德萨获得了来自全球的人道主义援助，并在全市设立了四个援助难民中心。市政府为乌克兰国内流离失所者提供住房、食物和就业支持。截至2024年1月1日，敖德萨已有超过85,500人登记为境内流离失所者。
2022年，特鲁哈诺夫成立了一个由历史学家组成的小组，重新审视敖德萨的历史。该市与联合国教科文组织、意大利文化部以及都灵理工大学的专家开展合作，最终促使敖德萨被列入世界遗产名录。

## 早年生活与教育
根纳季·特鲁哈诺夫于1965年1月17日出生于敖德萨，当时属于苏联的乌克兰苏维埃社会主义共和国。1986年，他毕业于敖德萨伏龙芝炮兵学校。毕业后，他获得中尉军衔，专业为维修和维护汽车装备的工程师。
2002年至2006年，他就读于基辅国家内政大学，获得法律资格。 2008年，他在敖德萨伊·伊·梅奇尼科夫国立大学获得博士学位。
2013年，他毕业于乌克兰总统直属国家行政学院敖德萨地区公共行政研究所。

## 职业
自1986年起，特鲁哈诺夫在军队服役，1992年退役，军衔为上尉。 1992年至1993年，特鲁哈诺夫担任小型科研生产企业“Minimax”的安全服务主管。 随后，他担任保安公司Kapitan & Co.的董事，任职至1996年。 2001年，他担任外商投资企业“卢克石油-乌克兰”有限责任公司总经理的安全顾问，直到2002年。 次年，他成为卢克石油公司驻乌克兰总统安全代表的助理。 2004年至2007年，特鲁哈诺夫是乌克兰最高拉达（Verkhovna Rada of Ukraine）的顾问和助理顾问。2007年至2008年，他在私营企业“Ukrtranscontainer”担任主管政府与公众关系事务的顾问。 2008年至2011年，他在乌克兰国家退伍军人事务委员会担任退伍军人事务部地区关系司高级专员。 2012年3月至11月，他在Brooklyn-Kyiv有限责任公司担任客户关系副总经理。

## 政治生涯
2005年，特鲁哈诺夫成为敖德萨市议会代表。 2006年至2010年间，他还担任敖德萨市议会常设青年与体育事务代表委员会主席。 2010年，他成为敖德萨市议会多数派领导人。

### 选举经历
2012年12月12日，他作为地区党代表当选为乌克兰最高拉达议员。 2019年7月，在乌克兰议会选举中，特鲁哈诺夫被列入反对派集团党全国名单前十名。 然而，该党在全国仅获得3.23%的选票，未能跨过5%的门槛，因此特鲁哈诺夫未能进入议会。

## 敖德萨市长
特鲁哈诺夫三次当选为敖德萨市市长，分别是在2014年、2015年和2020年。  他首次担任市长是在2014年“广场革命”之后。 2015年敖德萨市长选举中，特鲁哈诺夫在首轮投票中以52.9%的得票率成功连任。
2020年敖德萨地方选举中，他再次以候选人身份参选（由Trust Deeds提名）。 2020年11月15日，在第二轮市长选举中，特鲁哈诺夫以54.28%的得票率击败了“反对派平台——为了生活”的米科拉·斯科雷克。
在特鲁哈诺夫的任期内，敖德萨市实施了海岸开发禁令。 2014年，他还下令暂停拆除售货亭。
在根纳季·特鲁哈诺夫任职期间，敖德萨的电力交通得到了振兴。2016年，市属企业“Odesmiskelektrotrans”对有轨电车车辆和维修车间进行了现代化改造，开发了“Odissey”车厢式有轨电车，更新了公共交通车站，并安装了电子显示屏，用于显示有轨电车和无轨电车的到站信息。此外，还开发了一个可追踪市政电力交通的门户网站。 2015年，特鲁哈诺夫支持建立一所新的学前教育机构。 敖德萨新建了“欧洲文理中学”， 多所学校启用了新体育场，并引入了“自助餐”式的学校供餐系统。 在佩雷西普区建成了一家儿童诊所，拥有83个科室、100多名专家，每个轮班可接待550名患者。
2018年，特鲁哈诺夫启动了综合社会服务中心，为市民提供社会服务、证明文件和咨询。
特鲁哈诺夫曾领导乌克兰泰拳联合会。 2018年，他发起设立了中学生议会，代表学生利益，推动慈善、环保、爱国、智力及创意项目。 同年，他推动实施“敖德萨学校篮球联盟”项目，50所学校的80支队伍参与。
2019年，敖德萨启用一所融合资源中心，为残障人士提供服务，可容纳300人。
他支持多处建筑遗产的修复工程，包括波将金台阶、鲁索夫故居、法尔茨-费因宅邸、斯卡尔任斯基公寓楼等。 多个公园也在其任内得以建设与翻新，包括与伊斯坦布尔市长卡迪尔·托帕什合作建设的伊斯坦布尔公园，以及在希腊侨民支持下建设的希腊公园。
2020年，特鲁哈诺夫在大喷泉第十站开通了一座天桥，连接“健康之路”的两部分，该路径总长15公里，是乌克兰最长的自行车-步行道。从2021年到2023年，敖德萨新建和改建了超过130公里的自行车道。
在俄罗斯全面入侵乌克兰之后，特鲁哈诺夫召集了一个由持多元观点的历史学家组成的工作小组。敖德萨市政府与联合国教科文组织世界遗产中心主任拉扎雷·埃隆杜·阿索莫展开磋商，组建了一个工作团队，其中包括意大利文化部成员、都灵理工大学研究人员、教科文组织提名委员会成员、敖德萨本地的历史学家、文化专家与建筑师。该合作最终促使敖德萨成功获得联合国教科文组织世界遗产地位。
2025年，根纳季·特鲁哈诺夫与乌克兰议会议员一起在马德里举行的议会安全论坛上代表乌克兰，讨论了战争时期城市所面临的挑战。

### 开放的公民社会
2017年，敖德萨推出了“公众预算”机制——这是敖德萨市议会与行政机构同公众之间的互动过程，旨在吸引企业单位、公众组织和市民参与预算制定，通过提交项目提案并进行公开投票来决定资金分配。
2017年4月，由根纳季·特鲁哈诺夫领导的敖德萨市议会推出了“社会活跃市民”平台。
2018年，在敖德萨市长特鲁哈诺夫的倡议下，成立了“中学生议会”，其主要职责是在教育机构中代表学生利益，并在慈善、环保、民族爱国、智力和创造等领域实施相关项目。
根据敖德萨市长的命令，设立了“市长青年委员会”。“敖德萨市长青年委员会”是一个关于青年政策的咨询机构，旨在促进敖德萨市议会执行机构与青年之间的互动，协调解决青年生活相关事务，并推动青年参与城市公共生活的各个领域。
在特鲁哈诺夫的倡议下，“敖德萨民族联盟理事会”在市长领导下设立。近年来，敖德萨与驻当地的外交使团之间建立了工作关系。

## 国际合作
自2014年起，在根纳季·特鲁哈诺夫的领导下，敖德萨市议会与多个外国城市建立了友好城市关系，并签署了一系列合作协议。
- 横滨市（日本）是敖德萨自1965年以来的姐妹城市。2023年5月18日，敖德萨市议会、横滨城市解决方案联盟和三生公司三方签署了合作备忘录。[53]

- 康斯坦察（罗马尼亚）自1991年起为姐妹城市。为深化友好城市关系，2021年7月13日，敖德萨与康斯坦察签署了《继续与加强合作宣言》。[54]

- 威尼斯（意大利共和国）为伙伴城市，合作关系始于2022年。2022年11月7日，敖德萨与威尼斯签署了发展合作关系协议。[55][56]

- 克莱佩达（立陶宛共和国）自2004年起为伙伴城市。2017年6月19日，敖德萨与克莱佩达签署了发展伙伴关系的意向书。[57]

- 马拉喀什（摩洛哥王国）自2019年起为伙伴城市。2019年4月16日，敖德萨与马拉喀什签署了合作协议。[58][59]

- 2022年12月1日，敖德萨市与美国的迈阿密市和迈阿密海滩市签署了伙伴城市协议。[60]

- 2021年1月20日，敖德萨与肯尼亚共和国的蒙巴萨市签署了建立伙伴关系的协议。[61]
- 2025年4月，由特鲁哈诺夫领导的敖德萨市政府与美因茨市签署了合作协议。[62][63][64][65][66][67]

在特鲁哈诺夫的主持下，敖德萨每年举行传统的“外交圣诞集市”活动。驻敖德萨的各国外交使团、国家文化中心、各族社群、侨民组织及其他团体积极参与活动的组织与开展。
在根纳季·特鲁哈诺夫的倡议下，“敖德萨民族联盟理事会”在市长领导下设立。近年来，敖德萨与驻当地的外交机构之间建立了合作关系。

## 俄罗斯全面入侵乌克兰
自俄罗斯对乌克兰发动全面入侵初期起，敖德萨市政府便将重点放在修建防御工事上。预算政策的优先事项是支援乌克兰武装部队及领土防卫部队。
2023年7月23日夜间，俄军对敖德萨显容大教堂发动导弹袭击。导弹直接击中祭坛，大教堂的礼拜结构部分被摧毁。 随后，敖德萨市长根纳季·特鲁哈诺夫以俄语向占领者发表讲话：
你们若知道敖德萨有多么憎恨你们。不只是憎恨，还是蔑视。你们在和孩子作战，在攻击东正教教堂。你们的导弹甚至飞进了墓地。在这场战争中，人们用不同的词称呼你们：俄罗斯人、兽人、渣滓、卑鄙之徒——这都算是客气的。你们是些没有血统、没有道德、没有价值观、没有未来的东西。你们根本不了解我们敖德萨人。你们打不垮我们，只会让我们更愤怒。我们防卫者的力量，加上人民的愤怒和痛苦，将成为对你们的审判。乌克兰万岁！
敖德萨从世界各地获得人道主义援助。尽管面临全面战争，市长特鲁哈诺夫依然致力于维护社会保障标准并援助弱势群体。全市四个城区均设立了人道主义中心为难民提供帮助。
自全面入侵开始以来，市政官员一直在为境内流离失所者（IDPs）提供住房、食物和就业帮助。 自战时状态实施以来，截至2024年1月1日，已有85,500人向敖德萨市的社会保障地区部门申请并获得境内流离失所者登记证书。
为保障强制迁移者的社会保护，一项重要工作是为其提供就业机会。2022年6月3日，“敖德萨市境内流离失所者就业促进中心”开始运作。 该中心协助流离失所者融入当地劳动力市场，并提供在市属公用事业企业的工作岗位。
为了帮助军人社会适应和康复, 市政府设立了“退伍军人服务中心HAB Veteran”，保障乌克兰军队退役人员及其家属的权利和自由。敖德萨市政府与所有保卫国家的军队机构保持协作。